# Liste der Baudenkmäler in Bodolz
Auf dieser Seite sind die Baudenkmäler in der schwäbischen Gemeinde Bodolz zusammengestellt. Diese Tabelle ist eine Teilliste der Liste der Baudenkmäler in Bayern. Grundlage ist die Bayerische Denkmalliste, die auf Basis des Bayerischen Denkmalschutzgesetzes vom 1. Oktober 1973 erstmals erstellt wurde und seither durch das Bayerische Landesamt für Denkmalpflege geführt wird. Die folgenden Angaben ersetzen nicht die rechtsverbindliche Auskunft der Denkmalschutzbehörde.

## Baudenkmäler nach Ortsteilen

### Bodolz
| Lage                                                  | Objekt                                                       | Beschreibung                                                                                          | Akten-Nr.             | Bild           |
| ----------------------------------------------------- | ------------------------------------------------------------ | --- | --------------------- | -------------- |
| Bettnauer Halde, am Weg nach Bettnau (Standort)       | Bildstock                                                    | Bildstock am Weg nach Bettnau, 18. Jahrhundert                                                        | D-7-76-111-4 Wikidata | Bildstock      |
| Herrengartenstraße 3 (Standort)                       | Ehemalige Dorfschule mit rückseitig angebauter Lehrerwohnung | sogenannte Alte Schule, erdgeschossiger Satteldachbau mit Hochkeller und verschaltem Giebel, um 1813. | D-7-76-111-1 Wikidata | weitere Bilder |
| Herrengartenstraße 5; Rathausstraße 24b (Standort)    | Bildstock                                                    | 18. Jahrhundert                                                                                       | D-7-76-111-2          | Bildstock      |
| Nähe Rathausstraße, am Weg nach Taubenberg (Standort) | Bildstock                                                    | Bildstock am Weg nach Taubenberg, 18. Jahrhundert                                                     | D-7-76-111-5 Wikidata | Bildstock      |

### Bettnau
| Lage                              | Objekt                                           | Beschreibung                                           | Akten-Nr.             | Bild                                             |
| --------------------------------- | ------------------------------------------------ | ------------------------------------------------------ | --------------------- | ------------------------------------------------ |
| Bettnau 10 (Standort)             | Bildstock                                        | 18./19. Jahrhundert                                    | D-7-76-111-6          | Bildstock                                        |
| Bettnau 14c, 14d (Standort)       | Bildstock                                        | 18./19. Jahrhundert                                    | D-7-76-111-7          | Bildstock                                        |
| Bettnau 25; in Bettnau (Standort) | Kruzifix mit Marienfigur auf der Bettnauer Halde | sogenanntes Missionskreuz, Eisenguss, bezeichnet 1899. | D-7-76-111-8 Wikidata | Kruzifix mit Marienfigur auf der Bettnauer Halde |

### Bruggach
| Lage               | Objekt    | Beschreibung    | Akten-Nr.    | Bild      |
| ------------------ | --------- | --------------- | ------------ | --------- |
| Oeschle (Standort) | Bildstock | 19. Jahrhundert | D-7-76-111-9 | Bildstock |

### Enzisweiler
| Lage                      | Objekt                                                 | Beschreibung                                                                                    | Akten-Nr.              | Bild                           |
| ------------------------- | ------------------------------------------------------ | ----------------------------------------------------------------------------------------------- | ---------------------- | ------------------------------ |
| Austraße ()               | Feuerwehrhaus (Spritzenhaus)                           | verbretterter Ständerbau mit Satteldach und Schlauchturm, 1901; mit Ausstattung                 | D-7-76-111-18          |                                |
| Dorfstraße (Standort)     | Katholische Kapelle St. Markus                         | Rechteckbau mit geschweiftem Schluss, 1781; mit Ausstattung                                     | D-7-76-111-10 Wikidata | Katholische Kapelle St. Markus |
| Torkelweg 10 (Standort)   | Bildstock                                              | Bildstock im Hopfengarten, transloziert, 20. Jahrhundert                                        | D-7-76-111-11 Wikidata | Bildstock                      |
| Untere Steig 4 (Standort) | Stationsgebäude der Bahnstrecke Friedrichshafen–Lindau | zweigeschossiger Klinkerbau mit Krüppelwalmdach, Segmentbogenöffnungen und Sohlbankgesims, 1899 | D-7-76-111-17          | BW                             |
| In Enzisweiler ()         | Bildstock                                              | 19. Jahrhundert                                                                                 | D-7-76-111-12          | Bildstock                      |

### Taubenberg
| Lage                     | Objekt                          | Beschreibung                                               | Akten-Nr.              | Bild           |
| ------------------------ | ------------------------------- | ---------------------------------------------------------- | ---------------------- | -------------- |
| Taubenberg 20 (Standort) | Katholische Kapelle St. Michael | Rechteckbau mit Dachreiter, 1855 bis 1859; mit Ausstattung | D-7-76-111-13 Wikidata | weitere Bilder |